# San Isidro (Bohol)
San Isidro è una municipalità di sesta classe delle Filippine, situata nella Provincia di Bohol, nella Regione del Visayas Centrale.
San Isidro è formata da 12 baranggay:
- Abehilan
- Baryong Daan
- Baunos
- Cabanugan
- Caimbang
- Cambansag
- Candungao
- Cansague Norte
- Cansague Sur
- Causwagan Sur
- Masonoy
- Poblacion